# المدير العام لمنظمة الصحة العالمية
المدير العام لمنظمة الصحة العالمية director-general of the World Health Organization هو الرئيس التنفيذي لمنظمة الصحة العالمية والمستشار الرئيسي للأمم المتحدة في المسائل المتعلقة بالصحة العالمية. يتم انتخاب المدير العام من قبل جمعية منظمة الصحة العالمية (WHA) وهو مسؤول أمامها. المدير العام الحالي هو تيدروس أدهانوم غيبريسوس، الذي تم تعيينه في 1 يوليو 2017، وأعيد تعيينه في 24 مايو 2022. ويتولى المدير العام أيضًا رئاسة أمانة منظمة الصحة العالمية وهو أيضًا السكرتير بحكم منصبه لجمعية الصحة العالمية، والمجلس التنفيذي لمنظمة الصحة العالمية، وجميع اللجان والمؤتمرات التي تعقدها المنظمة.

## عملية الاختيار
يمكن للدول الأعضاء اقتراح المرشحين لمنصب المدير العام، ثم يتم ترشيحهم من قبل المجلس التنفيذي وتعيينهم من قبل جمعية الصحة العالمية. تبدأ عملية التعيين قبل أكثر من عام من التصويت في شهر مايو/أيار، عندما ترسل منظمة الصحة العالمية خطاب يبلغ الدول الأعضاء ببدء عملية الترشيح. وتنتهي فترة الترشيح في منتصف سبتمبر، ويتم الإعلان عن المرشحين في نهاية أكتوبر. إذا كان هناك أكثر من مرشح، فإن المجلس التنفيذي لمنظمة الصحة العالمية (وهو لجنة مكونة من أعضاء من 34 دولة عضو تمثل مختلف مناطق منظمة الصحة العالمية) يجري مقابلات مع المرشحين.
وتستمر مدة ولاية المدير العام خمس سنوات. لا يجوز إعادة تعيين المدير العام إلا مرة واحدة. ويتم عادة تعيين المدير العام في شهر مايو، عندما تجتمع جمعية الصحة العالمية.[بحاجة لمصدر]

## قائمة المديرين العامين لمنظمة الصحة العالمية
| No.                                                                      | الصورة | الجنسية        | الاسم                                       | الفترة                        |
| ------------------------------------------------------------------------ | ------ | -------------- | ------------------------------------------- | ----------------------------- |
| 1                                                                        |        | Canada         | بروك تشيشلوم                                | 1948–1953                     |
| 2                                                                        |        | البرازيل       | Marcolino Gomes Candau                      | 1953–1973                     |
| 3                                                                        |        | الدنمارك       | هالفدان ماهلر                               | 1973–1988                     |
| 4                                                                        |        | اليابان        | هيروشي ناكاجيما 中嶋 宏                     | 1988–1998                     |
| 5                                                                        |        | النرويج        | غرو هارلم برونتلاند                         | 21 يوليو 1998 – 28 يناير 2003 |
| 6                                                                        |        | كوريا الجنوبية | لي جونغ-ووك 이종욱                          | 28 يناير 2003 – 23 مايو 2006  |
| –                                                                        |        | السويد         | آندرس نوردستروم*                            | 23 مايو 2006 – 9 نوفمبر 2006  |
| 7                                                                        |        | هونغ كونغ      | مارغريت تشان 陳馮富珍                       | 9 نوفمبر 2006 – 30 يونيو 2017 |
| 8                                                                        |        | إثيوبيا        | تيدروس أدهانوم غيبريسوس ቴዎድሮስ አድሓኖም ገብረኢየሱስ | 1 يوليو 2017 – الان           |
| *تم تعيينه مديرًا عامًا بالإنابة بعد وفاة لي جونج ووك أثناء وجوده في منصبه |        |                |                                             |                               |

## روابط خارجية
قالب:المدير العام لمنظمة الصحة العالمية